# Ajim
Ajim (arabe : أجيم [æjim]) est une ville tunisienne située au sud-ouest de l'île de Djerba à une vingtaine de kilomètres de Houmt Souk. Elle est le siège d'une délégation rattachée administrativement au gouvernorat de Médenine mais aussi celui d'une municipalité d'une superficie de 119 km2 et abritant une population de 24 294.

## Géographie

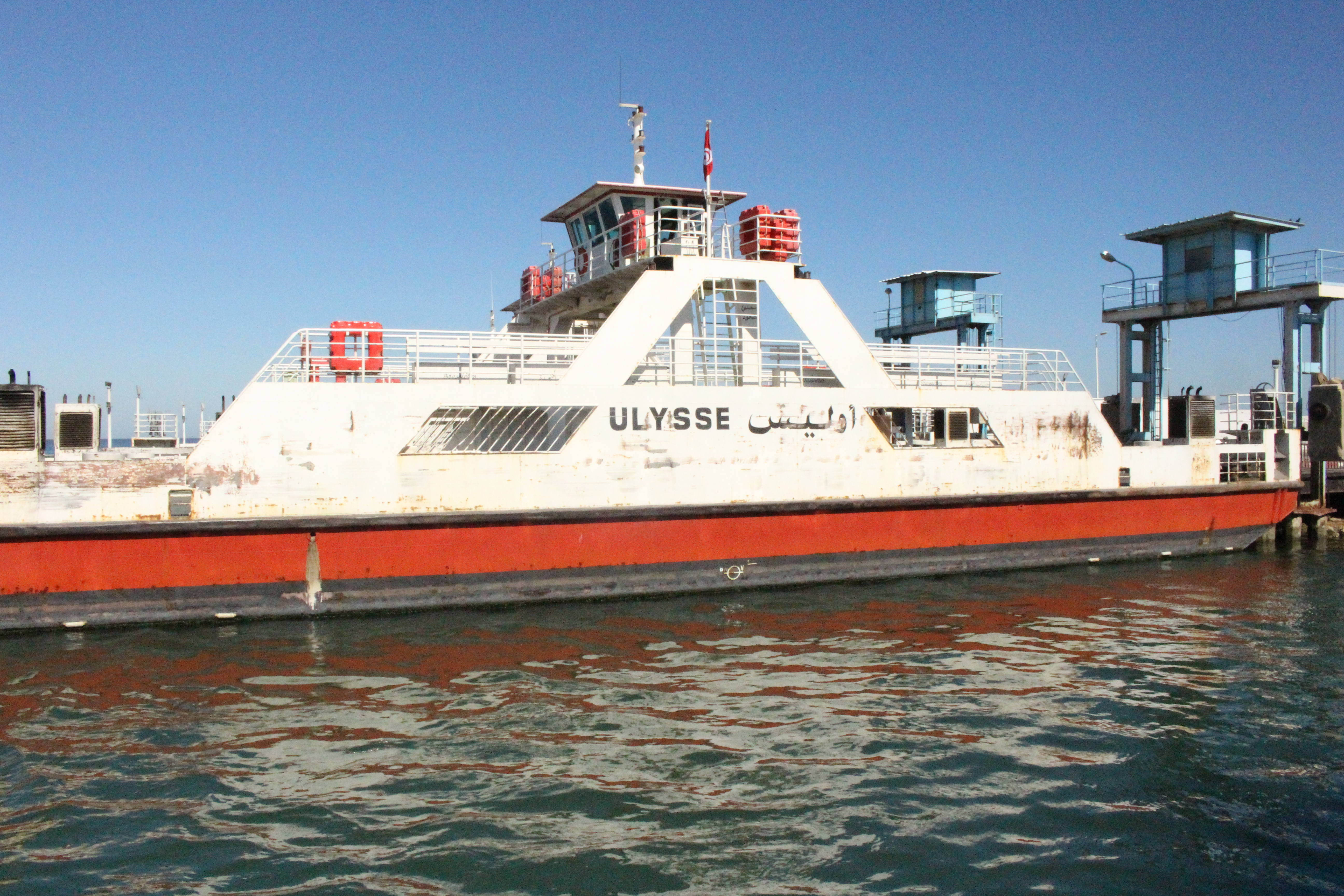
Bac Ulysse.

Située sur une formation rocheuse, Ajim est la ville djerbienne la plus proche du continent dont la sépare le canal d'Ajim d'environ 2,5 kilomètres de large et auquel elle est reliée par un bac. Des oueds marins, parfois violents, traversent ce bras de mer où se trouve une fosse marine profonde de 54 mètres appelée fosse d'Ajim. Deux petits îlots inhabités, Guettaia El Baharia ou Guettaia El K'bira et Guettaia Gueblia ou Guettaia Es'ghira se trouvent dans ce bras de mer.
Couvrant une superficie de 119 km2, la ville d'Ajim est presque située à la même latitude que la ville de Guellala à laquelle elle est reliée par une route goudronnée. Il y a plusieurs petites localités au nord, à l'est et à l'ouest d'Ajim comme Mazrane, Kh'nenssa, Fardjine ou Houmt Guebliine.

## Histoire
Au sud-est de l'emplacement de l'actuelle Ajim, légèrement plus au sud, il existait déjà pendant l'époque carthaginoise un comptoir appelé Tipasa dont les Romains firent un emporium qui leur permettait de contrôler la route commerciale passant sur le continent. Malheureusement, il ne subsiste pratiquement rien de l'antique Tipasa. Les pêcheurs d'éponges disent avoir aperçu des ruines au fond des eaux et des plongeurs ont tenté de confirmer ceci mais en ont été empêchés par la violence des courants marins et les remous qui y brouillent la visibilité.

## Démographie
Ajim était habitée par une majorité de berbères musulmans de rite ibadite. Cependant, elle s'est beaucoup métissée avec l'installation de familles venant du continent. On estime qu'il ne reste plus que 500 berbérophones.
L'une des mosquées ibadites souterraines, témoin de l'époque de persécution des adeptes de ce rite religieux, se trouve à proximité de Mazrane.

## Économie
Ajim est le principal port de pêche de Djerba. Avec d'importantes cavités rocheuses, la mer est riche en poisson tel que le mérou, le pagre apoplectique mais aussi des poulpes et des seiches. La pêche aux éponges y était importante, surtout dans la fosse d'Ajim. En 1963, Ajim comptait 528 pêcheurs et avait fourni quinze tonnes d'éponges. 
Une importante activité de transport maritime de marchandises se faisait à partir du port d'Ajim et ce jusqu'aux années 1970. À titre d'exemple, en 1961, 1 170 tonnes de poteries de Guellala ont été transportées à partir de ce port. Cependant, cette activité a cédé le pas au transport routier.
Si l'habitant d'Ajim est pêcheur, il est aussi agriculteur, cette zone étant riche en oliviers et figuiers et surtout en palmiers. En effet, Ajim est entourée d'une immense palmeraie que l'on peut admirer en particulier à partir de Dhahret Guellala. 
En hiver, l'habitant d'Ajim devient aussi artisan en travaillant la laine (aussi bien les femmes que les hommes) et en confectionnant des nasses de pêcheur (surtout dans la zone de Mazrane). Mais si le Ajimmi est pêcheur durant l'été, artisan durant l'hiver et agriculteur durant le printemps et l'automne, il est aussi commerçant, n'hésitant pas à s'expatrier quand le besoin s'en fait sentir. C'est à Ajim et Sedouikech qu'on trouvait les principaux négociants des poteries de Guellala.
Des routes goudronnées relient Ajim aux autres villes de l'île dont une nouvelle (reliant Ajim à Mellita et l'aéroport par Sidi Jmour et Bordj Jelij) qui longe la côte occidentale et permet d'admirer un paysage presque vierge.

## Traditions
Une fois par an, tous les pêcheurs d'Ajim s'associent pour pêcher pour leur marabout et pour les vieux pêcheurs qui ne peuvent plus travailler.